# Б'єловарсько-Білогорська жупанія
Беловарсько-Білогорська жупанія (хорв. Bjelovarsko-bilogorska županija) — жупанія на північному заході Хорватії. Жупанію названо за найбільшим містом Беловар і гірським кряжем Білогора, що простягається в північній частині жупанії.

## Географія
Жупанія займає 3,03 % загальної площі країни, на яких проживає близько 3 % населення Хорватії. На півночі Беловарско-Білогорська жупанія межує з Копривницько-Крижевецькою жупанією, на північному сході — з Вировитицько-Подравською жупанією, на південному сході — з Пожезько-Славонською жупанією, на південному заході — з Сісацько-Мославінською жупанією і на заході — з Загребською жупанією. Беловарско-Білогорська жупанія — одна з трьох внутрішніх жупаній країни, які не мають кордонів з іншими державами.

## Економіка
В економічному сенсі Беловарско-Білогорська жупанія це найпотужніший сільськогосподарський округ Хорватії. Її територія багата на значні поклади нафти, газу, кварцового піску, глини, термальних вод та інших природних багатств, які використовуються тільки частково. Високоякісні і розлогі сільськогосподарські угіддя, розвинуте тваринництво, як і багатий та різноманітний лісовий фонд це підвалини розвитку економіки в цій жупанії. Основоположною галуззю є харчова промисловість, що зумовлено значним виробництвом і переробкою молока і м'яса, здебільшого великої рогатої худоби. Розвинуто виробництво прісноводної ставкової риби, особливо коропa.
На додачу до молочної і м'ясопереробної промисловості, значний потенціал має борошномельна і кондитерська галузь, переробка риби і картоплі та виробництво макаронних виробів, якісного пива, основаного на відомих чеських традиціях, а також виноробство, деревообробна і меблева, металообробна, ливарна промисловість, машинобудування, у тому числі виробництво автомобільних і тракторних причепів тощо. Давні традиції має текстильна промисловість. Географічне положення жупанії справляє благотворний вплив на розвиток автомобільного транспорту, вантажних і пасажирських перевезень.

## Населення і адміністративний поділ
Згідно з даними перепису 2001 року на території жупанії проживало 133 084 особи, що становить 3 % від усього хорватського населення, а за національним складом вони розподілилися таким чином:
- хорвати — 82,56 %
- серби — 7,08 %
- чехи — 5,33 %
- угорці — 0,9 %
- інші — 5,03 %

Теперішня територія жупанії охоплювала на час попереднього перепису 1991 р. муніципалітети, які сукупно налічували 144 042 жителі, а їхній національний склад був таким: хорвати — 67,9 % серби — 16,1 %, чехи — 5,8 % та інші.
У жупанії проживає більшість представників чеської національної меншини Хорватії, значна чеська громада мешкає в місті Дарувар та його околицях, а міста Дарувар і Грубишно-Полє є осередками культурного і громадського життя хорватських чехів.
В адміністративному відношенні жупанія ділиться на 23 муніципальні утворення (5 міст, 18 громад):
- місто Беловар, столиця жупанії — 27 783 жителі
- місто Дарувар — 9815 мешканців
- місто Гарешниця — 4252 особи
- місто Грубишно-Полє — 3171 особа
- місто Чазма — 2878 осіб
- громада Берек
- громада Дежановац
- громада Джуловац
- громада Герцеговац
- громада Іванська
- громада Капела
- громада Кончаниця
- громада Нова Рача
- громада Ровіще
- громада Северін
- громада Сірач
- громада Шандровац
- громада Штефаньо
- громада Велика-Писаниця
- громада Велика Трновитиця
- громада Великий Ґрджевац
- громада Велико Тройство
- громада Зринський Тополовац